# Tabrikiekondre
Tabrikiekondre is een dorp in het ressort Boven-Saramacca in Sipaliwini, Suriname.
Dorpen in de omgeving zijn Moetoetoetabriki (2,5 km), Kwattahede (2 km), Warnakomoponafaja (3,2 km) en Makajapingo (2 km).